# Орєшкін Максим Станіславович
Максим Станіславович Орєшкін (21 липня 1982, Москва) — російський державний діяч. Помічник Президента Російської Федерації з 24 січня 2020 року.
Міністр економічного розвитку Російської Федерації (з 30 листопада 2016 по 15 січня 2020 року).

## Життєпис
2002 — закінчив бакалаврат, 2004 — магістратуру Вищої школи економіки за напрямом «Економіка».
З квітня 2002 року по червень 2006 року — економіст 1 категорії, провідний економіст, головний економіст, завідувач сектором Центрального банку Російської Федерації.
З червня 2006 року по липень 2010 року — старший менеджер, директор, керуючий директор ВАТ «Росбанк».
З липня 2010 року по червень 2012 року — керівник аналітичного блоку ЗАТ «Креді Агріколь Корпоративний та Інвестиційний Банк» по Росії та СНД.
З червня 2012 року по серпень 2013 року — головний економіст по Росії ЗАТ «ВТБ Капітал».
З вересня 2013 року по 3 травня 2015 року — директор департаменту довгострокового стратегічного планування Міністерства фінансів РФ.
C 3 травня 2015 року по 30 листопада 2016 року — заступник Міністра фінансів РФ.
У 2016—2020 роках — Міністр економічного розвитку РФ
14 березня 2017 року до 12 травня 2020 року - спеціальний представник президента Росії з питань торговельно-економічного співробітництва з Японією.
29 січня 2018 року Міністерством фінансів США занесений до "Кремлівської доповіді", в якій перераховуються найбільш значущі політичні діячі (114 осіб) і "олігархи" (96 осіб) Російської Федерації.
19 листопада 2018 року Максим Орєшкін став головою ради Центру стратегічних розробок.
24 січня 2020 року призначений помічником президента Росії Володимира Путіна.
За даними агентства Блумберг, у 2022 році Максим Орєшкін був автором ідеї про переведення розрахунків за російський газ на рублі з низкою іноземних держав.

## Сім'я
Одружений, є дочка. Загальна сума декларованого річного доходу за 2016 рік склала 16,5 млн рублів, за 2017 рік - 20,9 млн рублів.
Мати Надія Нікітіна - професор Московського державного будівельного університету.
Старший брат Владислав Нікітін - інвестиційний банкір, колишній співробітник Банку Росії.

## Санкції
Як член Координаційної ради Максим Орєшкін несе відповідальність за підтримку дій, які підривають чи загрожують територіальній цілісності, суверенітету та незалежності України. Максим Орєшкін є особою до якої накладені санкції багатьох країн світу.
15 вересня 2022 року доданий до санкційного списку США.
19 жовтня 2022 року  доданий до санкційного списку України.
16 грудня 2022 року, внесений до списку санкцій Євросоюзу за "підтримку та реалізацію політики, що підриває територіальну цілісність, суверенітет і незалежність України".
24 лютого 2023 року внесений до санкційного списку Канади, як "еліта і близький соратник режиму".

## Приватне життя
Володіє англійською мовою.
8 травня 2020 року очолив раду директорів футбольного клубу ЦСКА.